# A Time for Dancing
A Time for Dancing is een Amerikaanse dramafilm uit 2000 die pas in juni 2002 in première ging op het Internationaal filmfestival van Shanghai. In de Verenigde Staten kwam de première pas in 2004 en werd daar, in tegenoverstelling tot in Italië, geen succes. Het verhaal is gebaseerd op de gelijknamige roman van Davida Wills Hurwin.

## Verhaal
Twee meisjes, Sam (Shiri Appleby) en Jules (Larisa Oleynik), ontmoetten elkaar op 6-jarige leeftijd in een dansschool. Deze gezamenlijke passie voor dansen vormt de basis van hun jarenlange vriendschap. Wanneer blijkt dat Jules kanker heeft valt haar droom in duigen. Echter stopt ze haar chemotherapie om auditie te doen aan de Juilliard School. Wanneer Sam het auditieverslag in handen krijgt blijkt dat Jules is toegelaten aan de school maar niet kan deelnemen omdat ze na de auditie is overleden.

## Rolverdeling
| Acteur            | Personage                |
| ----------------- | ------------------------ |
| Larisa Oleynik    | Juliana 'Jules' Michaels |
| Shiri Appleby     | Samantha 'Sam' Russell   |
| Peter Coyote      | Wyn Michaels             |
| Shane West        | Paul                     |
| Lynn Whitfield    | Linda Derricks           |
| Patricia Kalember | Sandra Michaels          |
| Amy Madigan       | Jackie Russell           |
| Anton Yelchin     | Jackson Michaels         |
| Scott Vickaryous  | Eli                      |